# Al Franken
Alan Stuart Franken (født 21. maj 1951) er en amerikansk demokratisk senator for Minnesota og tidligere komiker. Efter flere fintællinger og domstolsforhandlinger efter senatsvalget 7. november 2008 afgjorde Minnesotas højesteret i juli 2009 endegyldigt, at Franken med 312 stemmer havde slået sin republikanske modkandidat, Norm Coleman, som var siddende senator.[kilde mangler]
Da han stillede op som politiker i 2007 var Franken kendt for sit radioshow, som han bl.a. brugte til at kritisere USAs politiske og religiøse højre. Han slog tidligere igennem som manuskriptforfatter ved TV-showet Saturday Night Live. Franken har udgivet en række bøger, bl.a. Rush Limbaugh Is a Big Fat Idiot and Other Observations., et ætsende angreb på den stærkt højreorienterede radioshowvært, Rush Limbaugh.
2. januar 2018 trak Al Franken sig fra Senatet efter anklager om seksuel chikane.